# ممر ميشيغان لعلوم الحياة

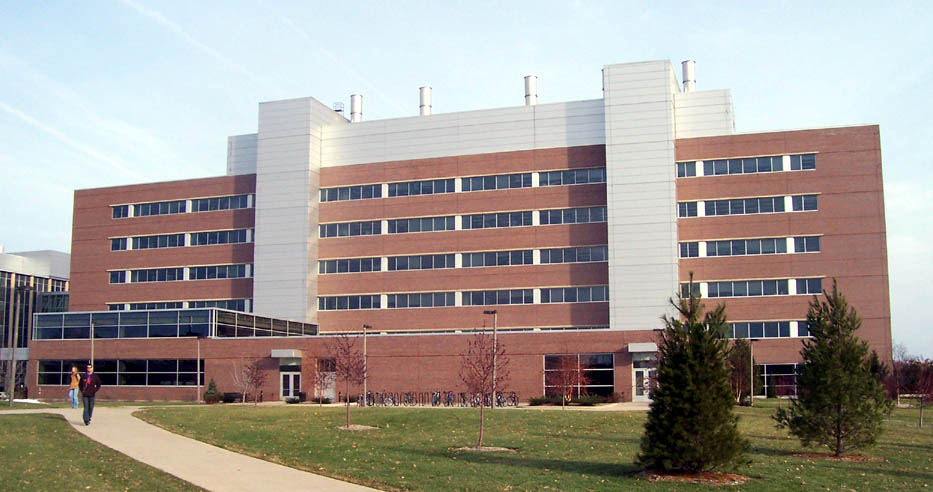
مبنى العلوم الفيزيائية و الطب الحيوي بجامعة ولاية ميشيغان تم بناؤه بتمويل من ممر ميشيغان لعلوم الحياة.

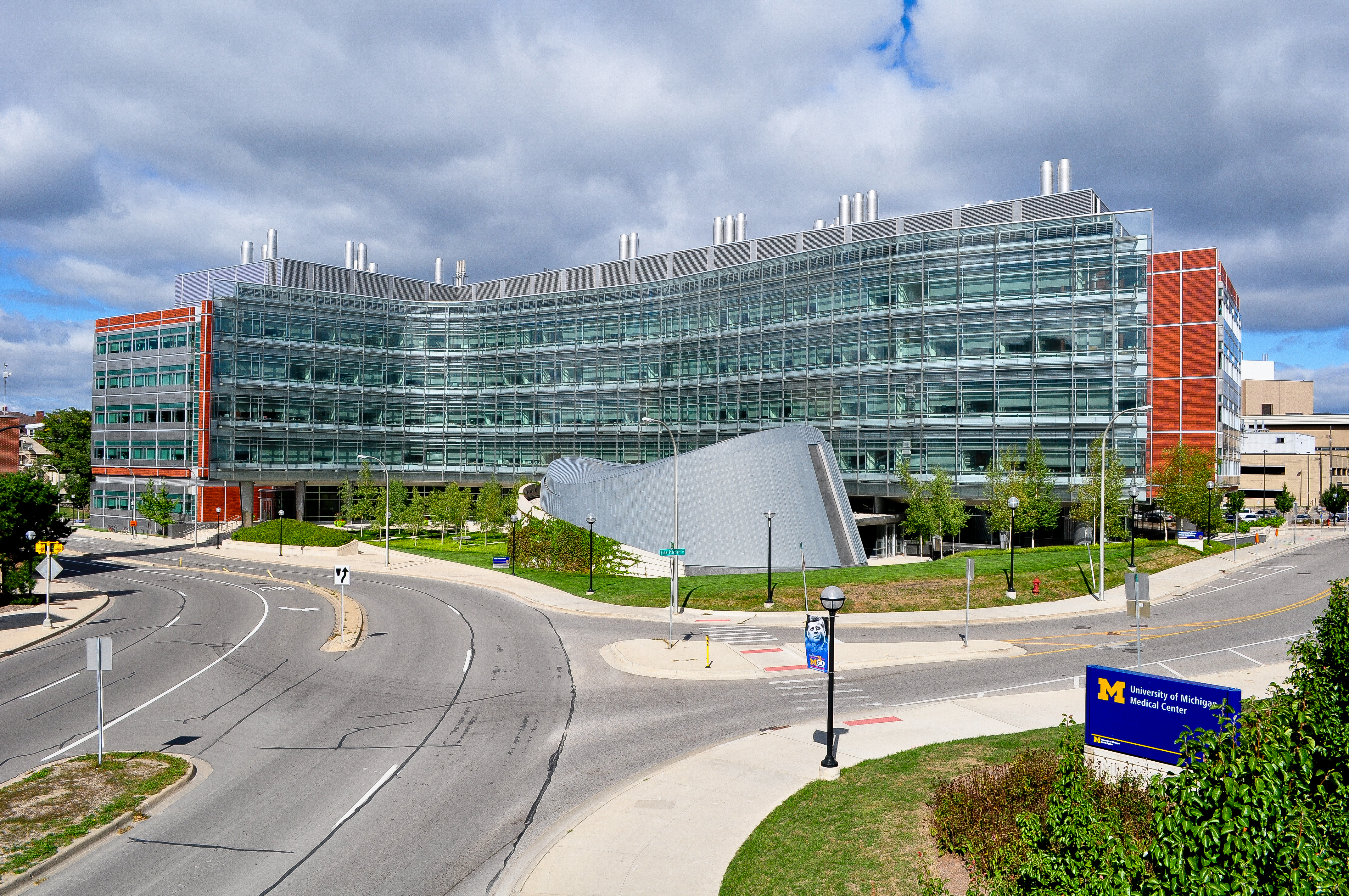
أنشأت جامعة ميشيغان مبنى علوم الطب الحيوي ليتولى الأبحاث التي يمولها ممر ميشيغان لعلوم الحياة. وحصل المبنى في عام 2007 على جائزة الفخرية من الجمعية الأمريكية للمعماريين

ممر ميشيغان لعلوم الحياة (MLSC) هو مبادرة التكنولوجيا الحيوية في ولاية ميشيغان الأمريكية، تبلغ تكلفتها مليار بليون دولار. بدأت المبادرة في عام 1999 من خلال الأموال التي جنتها الولاية من التسويات في صناعة التبغ. وتستثمر المبادرة، في البحث العلمي في مجال التكنولوجيا الحيوية في أربع مؤسسات في ميشيغان وهي: جامعة ميشيغان في مدينة آن آربر، وجامعة ولاية ميشيغان في مدينة إيست لانسنغ وجامعة ولاية واين في مدينة ديترويت ومعهد فان آندل في مدينة جراند رابيدز. وتتولى شركة التنمية الاقتصادية بميشيغان إدارة المشروع. وفي عام 2009، قامت جامعة ميشيغان بإضافة مبنى يتكون من ثلاثين طابقًا، تبلغ مساحته 174-أكر (0.70 كـم2) بمجمع البحوث الشمالي بالحرم الجامعي، ليحل محل منشأة فايزر السابقة. وأفاد تقرير مبادرة ميدويست لمشروع الرعاية الصحية للتقنية الحيوية أن ميشيغان جنت 451.8 مليون دولار أمريكي في الاستثمارات الرأسمالية لمبادرة التكنولوجيا الحيوية الجديدة من عام 2005 حتى عام 2009.

## معلومات تاريخية
في عام 1998، توصلت ولاية ميشيغان مع 45 ولاية أخرى إلى تسوية بتكلفة ثمانية ونصف بليون دولار مع الشركات الأمريكية العاملة في مجال التبغ. Former Governor وأنشأ جون إنجلر، الحاكم السابق للولاية في عام 1999 ممر ميشيغان لعلوم الحياة، بعدما وقّع القانون العام رقم 120 لعام 1999. وخصص مشروع القانون مالاً من تسوية الولاية مع شركات صناعة التبغ لتمويل البحث العلمي في التكنولوجيا الحيوية في أربع مؤسسات من أكبر مؤسسات البحث العلمي في ميشيغان. قام ممر ميشيغان لعلوم الحياة، تحت إدارة شركة ميشيغان للتنمية الاقتصادية، بتخصيص بليون دولار على مدار 20 عامًا، متضمنًا مبلغ 50 مليون دولار لتمويل البحث العلمي في مجال الشيخوخة، وفي العام التالي، منحت المبادرة 100 مليون دولار إلى 63 جامعة في ميشيغان. وفي عام 2002، دمجت الحاكمة جينيفر غرانهولم بين ممر ميشيغان لعلوم الحياة وممر ميشيغان الثلاثي للتكنولوجيا، مما أضاف تمويلاً للبحث العلمي في مجالات الأمن الوطني والوقود البديل. ونظرًا لأنه ما زالت هناك عشر سنوات متبقية للبرنامج، يأمل قادة ميشيغان أن تؤدي هذه الاستثمارات في البحث العلمي في مجال التقنية العالية إلى توسيع القاعدة الاقتصادية للولاية.

## وصلات خارجية
- Michigan Economic Development Corporation &mdash; Life Sciences Corridor.
- University of Michigan Life Sciences.
- Michigan State University &mdash; MLSC